# Koszmosz–811
A Koszmosz–811 (oroszul: Космос 811) Koszmosz műhold, a szovjet műszeres műhold-sorozat tagja. Továbbfejlesztett, manőverezésre képes Zenyit-4MT felderítő műhold.

## Küldetés
A Zenyit–4M (11F69) továbbfejlesztett, nagyobb felbontású fényképezőgéppel ellátott, harmadik generációs műhold, katonai és állami célokat szolgált.

## Jellemzői
Az OKB–1 tervezőirodában fejlesztették ki, sorozatgyártásuk Kujbisevben folyt. Üzemeltette a Honvédelmi Minisztérium (oroszul: Министерство обороны – МО).
Megnevezései: Koszmosz–811; Космос 811; COSPAR: 1972-0305A; Kódszáma: 8781.
1976. március 31-én a Pleszeck űrrepülőtérről, az LC–43/4 (LC–Launch Complex) jelű indítóállványról egy Szojuz–M (GRAU-kódja: 11A511M) típusú hordozórakétával juttatták alacsony Föld körüli pályára (LEO = Low-Earth Orbit). Az orbitális egység pályája 89,9 perces, 72,9 fokos hajlásszögű, elliptikus pálya perigeuma 206 kilométer, apogeuma 338 kilométer volt.
Tömege 6300 kilogramm. A sorozat felépítését, szerkezetét, alapvető fedélzeti rendszereit tekintve egységesített, szabványosított űreszköz. Fényképezőgépe a SA-106 volt, topográfiai térképkészítéshez fejlesztették. A nagyobb pontosság érdekében lézer magasságmérőt és doppler műszert alkalmazott. Áramforrása kémiai akkumulátorok, szolgálati élettartama 14 nap.
1976. április 12-én 11,8 nap szolgálati idő után, földi parancsra belépett a légkörbe és hagyományos – ejtőernyős leereszkedés – módon visszatért a Földre.